# Flustra anguloavicularis
Flustra anguloavicularis är en mossdjursart som beskrevs av Arnold Girard Kluge 1961. Flustra anguloavicularis ingår i släktet Flustra och familjen Flustridae. Inga underarter finns listade i Catalogue of Life.